# Lisarea
Lisarea is een geslacht van hooiwagens uit de familie Nomoclastidae.
De wetenschappelijke naam Lisarea is voor het eerst geldig gepubliceerd door Roewer in 1943. 

## Soorten
Lisarea is monotypisch en omvat slechts de volgende soort:
- Lisarea ferruginea